# Bronchitida křepelů
Bronchitida křepelů (angl. quail bronchitis, QB) je respirační virové onemocnění virginských křepelů (Colinus virginianus), jehož původcem je adenovirus vykazující obecné charakteristiky konvenčních ptačích adenovirů (AAV I).
Akutní a vysoce nakažlivé onemocnění způsobující vysokou mortalitu u 3týdenních křepelů virginských bylo poprvé popsáno v USA v roce 1950. Projevovalo se vysokou mortalitou u 3týdenních křepelů. Infekce byla do komerčního chovu křepelů pravděpodobně zavlečena inaparentně infikovanými kuřaty. QB byla později také diagnostikována u divoce žijících virginských křepelů i japonských křepelek. Infekce u jiných hrabavých ptáků (kur, krůty, pernatá zvěř) probíhá subklinicky a prokazuje se pouze sérologicky. Předpokládá se celosvětové rozšíření infekce.
Prvním evidovaným příznakem onemocnění v chovu bývá často pouze náhlé zvýšení mortality. Teprve při bližším vyšetření jednotlivých ptáků se zjišťují respirační příznaky, jako tracheální šelesty, kýchání, frkání, kašlání, dýchání s otevřeným zobákem a konjunktivitida. Výtok z nosu není pravidlem. Nervové příznaky se vyskytují spíše po experimentální infekci. Ptáci přijímají méně krmiva, mají načepýřené peří a shlukují se pod tepelnými zdroji. U subakutně infikovaných starších křepelů bývá pozorován řídký vodnatý průjem. Nemoc trvá asi 1–3 týdny. V terénních případech dosahují morbidita a mortalita až 50 %, u ptáků mladších pod 3 týdny věku i více procent.
Specifická léčba onemocnění neexistuje. Prevence je založena na striktním dodržování zoohygienických a veterinárních opatření zabraňujících zavlečení patogenů do chovu a vzniku infekčních onemocnění.